# Günther II. von Schwarzburg
Günther II. von Schwarzburg (* 1382; † 23. März 1445 auf Burg Giebichenstein) war von 1403 bis 1445 Erzbischof von Magdeburg.

## Leben
Geboren als zweiter Sohn des Hauptmanns der Alt- sowie der Mittelmark, Graf Günther XXX. von Schwarzburg, und seiner Frau Anna von Leuchtenberg, wurde er frühzeitig auf ein geistliches Amt vorbereitet. Wie in adligen Familien der damaligen Zeit üblich, wurden die nachgeborenen Söhne meist in geistliche Ämter befördert. So auch Günther, der bereits im Alter von 11 Jahren 1393 Vikar an der Frauenkirche in Arnstadt wurde. 1397 übernahm er das Amt des Domherrn in Köln und wurde noch im selben Jahr Domherr und später Dompropst in Mainz.
Aufgrund der Beziehungen seines Vaters gelangte er an die Koadjutorstelle von Albrecht IV. von Querfurt am Domkapitel Magdeburg und nach dessen Ableben wurde er am 25. Juni 1403 als dessen Nachfolger zum Erzbischof von Magdeburg gewählt. Er erhielt ohne Schwierigkeiten die Bestätigung in diesem Amt vom Papst Bonifatius IX., wurde aber 1404 in die Auseinandersetzung seines Vaters und seiner Verbündeten, gegen die Fürsten von Anhalt und den Bischof Rudolf II. von Halberstadt, der selbst aus dem Haus Anhalt stammte, verwickelt.  Mit 2000 Reisigen belagerte er 1406 die anhaltische Stadt Köthen und beschoss die dortige St. Jakobskirche.  Vor allem weil man den Zerbster Fürsten Raubrittertum unterstellte und diese sich öffentlich gegen den Erzbischof geäußert hatten, waren die Streitigkeiten entflammt. Diese militärischen Auseinandersetzungen dauerten bis zum Friedensschluss am 29. Mai 1407.
Um den Besitz des Erzbistums zu mehren, zog er 1405 die Herrschaft Dahme nach dem Tod des letzten männlichen Besitzers ein, sowie 1417 die Stadt Egeln. Er löste das an den Kurfürsten Rudolf III. von Sachsen verpfändete Lehen Jüterbog aus und schloss am 1. Dezember 1408 ein Friedensbündnis mit der Stadt Quedlinburg, den Herzögen von Braunschweig, Johann III. von Hildesheim und Bischof Heinrich von Halberstadt. In der Blütezeit des Raubrittertums ging er 1409 gegen den Bischof Henning von Brandenburg vor, der unter anderem mit Dietrich von Quitzow und Wichard von Rochow in Verbindung stand. Gegen diese erlitt er jedoch im November des Jahres in Glienicke eine entscheidende Niederlage.
Günther beteiligte sich auch an der Reformierung des Münzwesens in Magdeburg und erteilte 1410 einen Schutzbrief für die Juden in seinem Erzbistum. In seiner Amtszeit hatte er aber vor allem viel mit Raubrittern zu tun, die in das Erzstift und dessen Bistümer einfielen. Auch hat er in einer Auseinandersetzung mit den Salzgrafen in Halle (Saale), die Stadt belagert. 1421 schloss er mit den Erz- und Bischöfen von Mainz, Köln, Trier und Speyer, ein Schutzbündnis gegen die Hussiten. Mit diesen zog nach Eger, wo man jedoch seine Position aufgrund mangelnder Unterstützung des Kaisers aufgab. So kehrte er 1422 in sein Erzbistum zurück, wo es zu Auseinandersetzungen mit den Städten Halle (Saale) und Magdeburg kam. Da Günther mit aller Macht versuchte, deren Privilegien zu beschneiden, kam es auch zum Krieg mit den Städten, die dabei erhebliche Gebiete dem Erzbistum abrangen.
Trotz eines Bündnisses mit den Kurfürsten von Sachsen, den Landgrafen von Thüringen und Hessen, konnte Günther keine Überlegenheit gewinnen. Beide Parteien verarmten infolge der militärischen Auseinandersetzungen, so dass sie sich am 4. Mai 1435 in einem Friedensvertrag einigten. Um die ihm entstandenen Schulden abzutragen, verkaufte er 1440 die Stadt Burg, das Schloss Friedeburg, die Herrschaft Friedeburg und das Kloster Gerbstedt. Zudem trat er verschiedene Gerechtsame ab.  Günther II., der am längsten von allen Erzbischöfen Magdeburgs wirkte, hatte sich als geistlicher Vertreter mehr den weltlichen Dingen zugewendet und einen sehr verschwenderischen Lebensstil gepflegt. Infolgedessen häufte er im Laufe seiner Amtszeit hohe Schulden an.  Erst mit 34 Jahren las er seine erste Messe und überließ die geistlichen Pflichten weitgehend seinem Weihbischof.
Günther von Schwarzburg starb am 23. März 1445 auf Burg Giebichenstein. Sein Leichnam wurde im Magdeburger Dom beigesetzt.